# عزيز أباد (فراهان)
عزيز أباد (بالفارسية: عزیزآباد) هي قرية تقع في مركزي في إيران. يقدر عدد سكانها بـ 412 نسمة بحسب إحصاء 2016.